# 竹村豊太郎
竹村 豊太郎（たけむら とよたろう、1895年〈明治28年〉4月9日 - 1977年〈昭和52年〉）は、日本の経済学者、教育者。立教大学商学部教授・経済学部教授、国士舘大学教授。

## 人物・経歴
1895年4月9日生まれ。慶應義塾大学理財科を卒業したのち、三井銀行に入行。
同行で4年間の勤務のあと退職し、慶応義塾大学教授のトーマス・E・ジョンの元で研究助手を務め、同大学大学院で経済学および人口論を専攻する。1920年（大正9年）3月、同大学理財科大学院を修了。
1925年（大正14年）に立教大学商学部（現・経済学部・経営学部）教授に就任。経済原論や銀行論を講じる。
1937年（昭和12年）に立教大学スキー部が創設されると、初代部長を務めた。
1953年（昭和28年）4月、国士舘大学教授に就任し、経済学や金融論を担当する。

## 主な著作
- 『経済生活の原理』啓明社 1928年